# Paranerita cuneoplagiatus
Paranerita cuneoplagiatus är en fjärilsart som beskrevs av Rothschild 1922. Paranerita cuneoplagiatus ingår i släktet Paranerita och familjen björnspinnare. Inga underarter finns listade i Catalogue of Life.